# Trigonolampa miriceps
Trigonolampa miriceps es una especie de pez de la familia Stomiidae en el orden de los Stomiiformes.

## Morfología
Los machos pueden llegar alcanzar los 32 cm de longitud total.

## Hábitat
Es un pez de mar y de aguas profundas que vive hasta 1.860 m de profundidad.

## Distribución geográfica
Se encuentra en el  Atlántico oriental (desde 65 ° N-entre Groenlandia y Islandia- hasta 44 ° N),  el Atlántico occidental ( entre 42 ° N y 37 ° N), Canadá y en todos los océanos al sur de 35 ° S.